# Kinetica
Kinetica é um jogo eletrônico de corrida futurista desenvolvido pela Santa Monica Studio e publicado pela Sony Computer Entertainment. Foi lançado em 14 de outubro de 2001 exclusivamente para PlayStation 2. Foi o primeiro jogo a usar o motor de jogo Kinetica, que mais tarde seria usado para os jogos SOCOM U.S. Navy SEALs (2002), God of War (2005) e God of War II (2007). O jogo incorpora o uso da tecnologia de áudio SoundMAX da Analog Devices. Um livro de arte, intitulado The Art of Kinetica, foi incluído no próprio jogo, contendo artes dos personagens. Em maio de 2016, Kinetica foi relançado para PlayStation 4 via emulação.

## Jogabilidade
Kinetica se passa em versões futuristas das principais cidades da Terra, no espaço sideral e em alguns locais fictícios no futuro distante da Terra. Doze pilotos competem usando "Kinetic Suits", que possuem rodas nas mãos e nos pés, dando aos condutores a aparência de motocicletas. Kinetic Suits possuem a capacidade de escalar paredes e tetos.
O objetivo do jogo é ser o primeiro a cruzar a linha de chegada. Há quinze pistas e três temporadas no jogo. Cada temporada consiste em quatro pistas nas quais o jogador deve obter um determinado lugar para avançar. Conseguir o primeiro lugar em todas as corridas de uma temporada desbloqueará uma faixa bônus, e obter o primeiro lugar na faixa bônus desbloqueará as versões padrão e alternativa de um dos personagens desbloqueáveis. Para progredir no jogo, o jogador deve obter o primeiro, segundo ou terceiro lugar nas corridas da primeira temporada. Na segunda temporada, o jogador deve ficar em primeiro ou segundo lugar, enquanto que na terceira temporada o jogador deve vencer cada corrida em primeiro lugar para avançar.
Espalhados pelas pistas estão cristais de power-up que vêm nas cores amarela e roxa. Coletar cinco cristais amarelos dará ao jogador um power-up, enquanto que obter um cristal roxo automaticamente dá ao jogador um power-up, independentemente de quantos cristais amarelos o jogador coletou. Os personagens podem realizar acrobacias no chão e no ar para adicionar ao medidor de impulso para obter acesso a velocidades mais rápidas que o normal, embora esse medidor também possa ser preenchido obtendo um dos três power-ups de reforço dos cristais.

## Recepção
Kinetica recebeu avaliações "geralmente favoráveis" de acordo com o agregador de resenhas Metacritic. Louis Bedigian, da GameZone, elogiou o jogo, afirmando que "praticamente aniquila Extreme G3 e os dois últimos jogos de F-Zero lançados". Gary Whitta, da Next Generation, chamou-o de "Uma reviravolta intrigante em um gênero amplamente jogado, embora os pilotos no estilo Autobots possam desanimar alguns jogadores."